# Federazione nazionale degli ordini dei medici chirurghi e degli odontoiatri
La Federazione Nazionale degli Ordini dei Medici Chirurghi e degli Odontoiatri (acronimo: FNOMCeO) è un ente che raccoglie tutti gli ordini professionali dei medici chirurghi e odontoiatri delle province della Repubblica Italiana.

## Storia

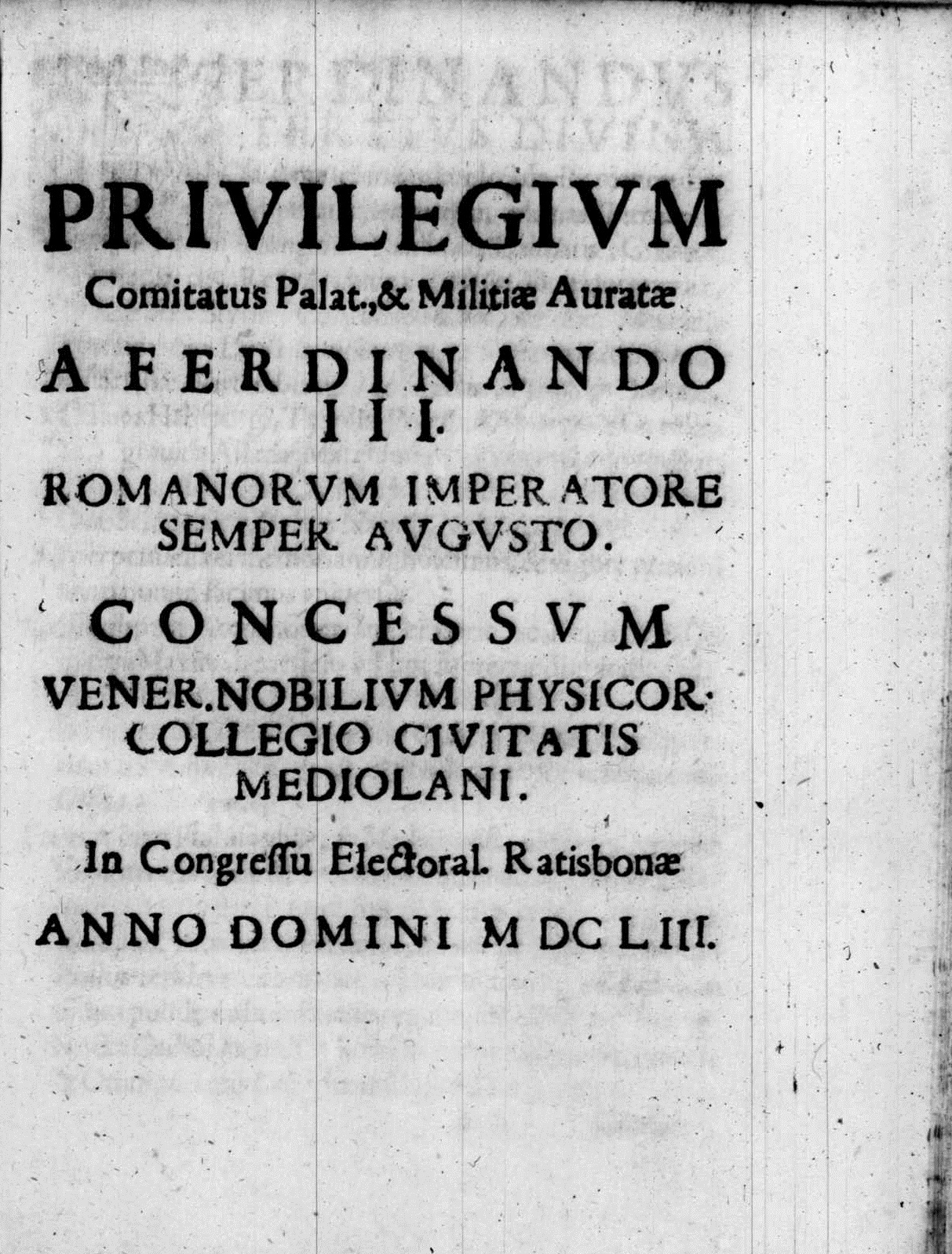
Privilegium comitatus palatinus et militiae auratae a Ferdinando Tertio, 1653. Questo "privilegio" fu concesso da Ferdinando III d'Asburgo, imperatore del Sacro Romano Impero, all'importante Collegio dei "fisici" (medici) di Milano.

Già in epoca medievale si costituirono a livello locale nella penisola italiana dei collegi dei medici, spesso riuniti all'interno della corporazione dei medici e speziali.
In Italia, contrariamente a quanto succede in altri paesi, l'Ordine venne istituito a regime provinciale, retaggio storico della frammentazione territoriale del paese, mantenendo tale impostazione ancora oggi.
Successivamente venne istituito un esame di stato abilitante, che nasce col fine concettuale di equiparare i diversi titoli di laurea in medicina, così da consentire la libera circolazione del medico in tutte le provincie.
Nel 1946 l'articolo 1 del decreto sulla «Ricostituzione degli ordini e delle professioni sanitarie e disciplina dell'esercizio delle professioni stesse», ha stabilito che in ogni provincia fossero costituiti gli ordini dei medici chirurghi. Nel 1985, in seguito all'istituzione della professione di odontoiatra, all'ordine è stata affidata anche la tenuta del nuovo albo professionale.
Nel 2020, in concomitanza con l'epidemia Covid-19, viene abolito l'esame di stato per l'iscrizione all'albo. In questo modo, la laurea è diventata pienamente abilitante, come già accadeva in tutte le altre professioni sanitarie.

## Attività e competenze
L'ordine controlla l'operato dei suoi associati e si pone come interlocutore nei confronti delle varie istituzioni. Vigila sul decoro degli iscritti (professionale ed extra professionale); promuove iniziative per l'aggiornamento professionale (ECM); esercita potere disciplinare, comminando nei casi dovuti le dovute sanzioni; interviene nella controversia in materia di onorari fra medici e assistiti e ha potere tariffario; collabora con le autorità; ha facoltà di contrastare i fenomeni del prestanomismo e dell'abusivismo.
La Federazione elabora e approva il codice deontologico dei medici.

## Sanzioni
Ciascun ordine provinciale può procedere a sanzionare i propri iscritti con:
1. l'avvertimento;
2. la censura;
3. la sospensione dall'esercizio della professione, da uno a sei mesi, particolarmente usata quando contro il membro è arrestato o condannato;
4. la radiazione, che comporta la decadenza dall'abilitazione, sicché, per essere nuovamente iscritto all'albo, occorrerà ripetere l'esame di abilitazione.

Senza abilitazione non è possibile esercitare legalmente la professione.